# Dragoinovo, Plovdiv
Dragoinovo (în bulgară Драгойново) este un sat în comuna Părvomai, regiunea Plovdiv,  Bulgaria. 

## Demografie
Componența etnică a satului Dragoinovo
     Bulgari (98,05%)
     Nicio identificare (1,94%)
     Altele (0%)
La recensământul din 2011, populația satului Dragoinovo era de 359 locuitori. Din punct de vedere etnic, majoritatea locuitorilor (98,05%) erau bulgari. Pentru 1,94% din locuitori nu este cunoscută apartenența etnică.